# Saison 2012 du Fighting Irish de Notre Dame
Chronologie
Précédent Suivant
La saison 2012 du Fighting Irish de Notre Dame est le bilan de l'équipe de football américain du Fighting Irish de Notre Dame qui représente l'Université de Notre-Dame-du-Lac dans le Championnat NCAA de football américain 2012 du FBS organisé par la NCAA et ce en tant qu'équipe indépendante.
Elle joue ses matchs à domicile au Notre Dame Stadium et est dirigée pour la 3e saison consécutive par l'entraîneur Brian Kelly.
Après avoir gagné ses 12 matchs de saison régulière, le Fighting Irish de Notre Dame est invité à jouer la finale du BCS National Championship Game qu'il perd 42 à 14 contre le Crimson Tide de l'Alabama.

## L'avant-saison

### Saison 2011
L'équipe de 2011 termine la saison régulière avec un bilan de 8 victoires et 5 défaites. Elle est sélectionnée pour disputer le Champs Sports Bowl du 29 décembre 2011 qu'elle perd contre les Seminoles de Florida State sur le score de 18 à 14.

### Draft 2012 de la NFL
Les joueurs suivants de Notre Dame ont été sélectionnés lors de la draft 2012 de la NFL  :
| Tours | Choix numéro | Joueurs        | Postes        | Équipes             |
| ----- | ------------ | -------------- | ------------- | ------------------- |
| 1     | 13           | Michael Floyd  | Wide Receiver | Arizona Cardinals   |
| 1     | 29           | Harrison Smith | Safety        | Minnesota Vikings   |
| 5     | 139          | Robert Banton  | Safety        | Minnesota Vikings   |
| 5     | 165          | Darius Fleming | Linebacker    | San Francisco 49ers |

### Transferts sortants
Le quarterback senior Dayne Crist reçoit la permission de tenter d'obtenir un transfert en décembre 2011 de la part de l'entraîneur Brian Kelly. Il décide de rejoindre l'ancien entraîneur principal de Notre Dame (Charlie Weis) à l'Université du Kansas.
Le defensive end Aaron Lynch est également transféré à USF.
Le cornerback Tee Shepherd quitte l'école moins de deux mois après y avoir été engagé. L' offensive lineman Brad Carrico doit cesser le football à cause d'une blessure au pied.

### Transfert entrants
Amir Carlisle, un freshman running back d'USC est transféré en janvier 2012 à Notre Dame. La NCAA ayant accepté ses explications (sinon il aurait dû patienter un an sur le banc - règles internes à la NCAA), il a pu commencé à jouer dès l'automne.

### Changements d'entraîneurs
Notre Dame a perdu plusieurs entraîneurs partis à l'entre saison vers d'autres universités.
L’entraîneur des running backs Tim Hinton et Ed Warriner coordinateur de l'attaque et du jeu de course signent à Ohio State.
Le coordinateur offensif et entraîneur des quarterback Charley Molnar prend la place d’entraîneur principal à l'Université du Massachusetts.
Au sein même du staff, il y eut aussi des changements : Bob Diaco devient assistant de l’entraîneur principal, Chuck Martin le remplace comme coordinateur offensif et entraîneur des quarterbacks et Scott Booker devient le coordinateur des Tight Ends et des Équipes Spéciales.
Il y eut quand même quelques arrivées pour compléter le cadre : Bob Elliott venant d'Iowa State devient entraîneur des safeties et Harry Hiestand issu de Tennessee devient entraîneur de la ligne offensive et coordinateur du jeu de course.

### Classe de recrutement
Brian Kelly reçoit 17 engagements incluant 3 joueurs cinq-étoiles : le defensive tackle Sheldon Day, quarterback Gunner Kiel et le cornerback Tee Shepard.

## L’équipe
Tactiques utilisées :
- Défense : 4-3 Multiple
- Attaque : Spread Offense

Capitaines d'équipe :
- Tyler Eifert
- Kapron Lewis-Moore
- Zack Martin
- Manti Te'o

Classements en fin de saison 2012 (Bowl compris) :
- AP : 4e
- Coaches : 3e

Bilan en fin de saison :
- Victoires : 12
- Défaites : 0
- Nuls : 0
- Éligible pour un bowl : perd la finale du BCS National Championship Game, 42-14 contre Alabama.

### Le Staff[5]
| Noms           | Postes                                                                        | Ancienneté à Notre Dame | Alma Mater (Année)        |
| -------------- | ----------------------------------------------------------------------------- | ----------------------- | ------------------------- |
| Brian Kelly    | Entraîneur principal                                                          | 3e                      | Assumption (1982)         |
| Chuck Martin   | Entraîneur Offensif et des Quaterbacks                                        | 3e                      | Millikin (1990)           |
| Bob Diaco      | Coordinateur défensif, des Linebackers et assistant de l'entraîneur principal | 3e                      | Iowa (1995)               |
| Kerry Cooks    | Co-Coordinateur défensif et des Cornerbacks                                   | 3e                      | Iowa (2000)               |
| Harry Hiestand | Coordinateur de la ligne offensive et du jeu de course                        | 1re                     | East Stroudsburg (1983)   |
| Mike Denbrock  | Coordinateur des Outside Wide Receiver et du jeu de passe                     | 3e                      | Grand Valley State (1987) |
| Scott Booker   | Coordinateur des Tight Ends et des Équipes Spéciales                          | 1re                     | Kent State (2003)         |
| Tony Alford    | Coordinateur des Running Back, Slot Wide Receiver et du recrutement           | 4e                      | Colorado State (1992)     |
| Mike Elston    | Entraîneur de la ligne défensive                                              | 3e                      | Michigan (1998)           |
| Bob Elliott    | Entraîneur des Safeties                                                       | 1re                     | Iowa (1976)               |
| Paul Longo     | Directeur du conditionnement physique                                         | 3e                      | Wayne State (1981)        |

## Les résultats[6]
| Saison Régulière 2012 |                |                                                                                    |                       |           |              |                    |             |
| Semaines | Dates          | Stades                                                                             | Adversaires           | Résultats | Statistiques | Ranking AP/Coaches | Assistances |
| 1 | 1er septembre  | Aviva Stadium Dublin Ireland(Emerald Isle Classic/Rivalité)                        | @ Navy                | G 50-10   | 1–0          | # NC/24            | 48.820      |
| 2 | 8 septembre    | Notre Dame Stadium (Shillelagh Trophy)                                             | Purdue                | G 20-17   | 2-0          | # 22/22            | 80.795      |
| 3 | 15 septembre   | Spartan Stadium East Lansing, Michigan (Megaphone Trophy)                          | @ # 10 Michigan State | G 20-3    | 3-0          | # 20/19            | 79.219      |
| 4 | 22 septembre   | Notre Dame Stadium                                                                 | # 18 Michigan         | G 13-6    | 4-0          | # 11/15            | 80.795      |
| 5 | 29 septembre   | Bye Week                                                                           | Bye Week              | Bye Week  | Bye Week     | Bye Week           | Bye Week    |
| 6 | 6 octobre      | Soldier Field Chicago, Illinois(Shamrock Series/Rivalité)                          | @ Miami (Fl)          | G 41-3    | 5-0          | # 9/10             | 62.871      |
| 7 | 13 octobre     | Notre Dame Stadium                                                                 | @ 17 Stanford         | G 20-13OT | 6-0          | # 7/6              | 80.795      |
| 8 | 20 octobre     | Notre Dame Stadium                                                                 | BYU                   | G 17-14   | 7-0          | # 5/5              | 80.795      |
| 9 | 26 octobre     | Oklahoma Memorial Stadium Norman, OK                                               | @ # 8 Oklahoma        | G 30-13   | 8-0          | # 5/5              | 86.031      |
| 10 | 2 novembre     | Notre Dame Stadium                                                                 | Pittsburgh            | G 29-26OT | 9-0          | # 4/4              | 80.795      |
| 11 | 9 novembre     | Alumni Stadium Chestnut Hill, MA (Holy War)                                        | @ Boston College      | G 21-6    | 10-0         | # 4/4              | 44.500      |
| 12 | 16 novembre    | Notre Dame Stadium                                                                 | Wake Forest           | G 38-0    | 11-0         | # 3/3              | 80.795      |
| 13 | 23 novembre    | Los Angeles Memorial Coliseum Los Angeles, Californie(Jeweled Shillelagh/Rivalité) | @ USC                 | G 22-13   | 12-0         | # 1/1              | 93.607      |
| # x indique les ranking AP (Associated Press)/Coaches de l'équipe avant le début du match - OT signifie prolongations (ou extra time) |                |                                                                                    |                       |           |              |                    |             |
| Après-saison régulière |                |                                                                                    |                       |           |              |                    |             |
| Match | Date           | Stade                                                                              | Adversaire            | Résultat  | Statistique  | Ranking AP/Coaches | Assistance  |
| Finale BCS | 7 janvier 2013 | Sun Life Stadium Miami Gardens, Floride                                            | Alabama               | P 14-42   | 12-1         | # 1/1              | 80.120      |
| Bilan de la saison : 12 victoires, 1 défaite                                                                                          |                |                                                                                    |                       |           |              |                    |             |

## Classement final desIndépendants
| Classement 2012 des INDEPENDANTS |                              |    |    |   |         |               |
| Places                           | Équipes                      | G  | P  | N | Bowls   | Stat. Finales |
| 1                                | Fighting Irish de Notre Dame | 12 | 0  | 0 | P 42-14 | 12-1          |
| 2                                | Cougars de BYU               | 7  | 5  | 0 | G 23-06 | 8-5           |
| 3                                | Midshipmen de la Navy        | 8  | 4  | 0 | P 28-62 | 8-5           |
| 4                                | Black Knights de l'Army      | 2  | 10 | 0 | -       | 2-0           |

## Résumés des matchs[6]
| - Stade : Aviva Stadium, Dublin, Irlande - Date : 1er septembre 2012 - Heures : 02:06 pm EDT - Météo : 19 °C - Vent : 31 km/h OSO - Très nuageux - Assistance : 48.820 - Arbitre : John McDaid | \| Quart-temps : \| 1 \| 2 \| 3 \| 4 \| Total \| \| -------------- \| -- \| -- \| -- \| -- \| ----- \| \| Navy \| 0 \| 3 \| 7 \| 0 \| 10 \| \| Fighting Irish \| 13 \| 14 \| 13 \| 10 \| 50 \| Notes : Gamebook |    |    |    |       |
| Quart-temps : | 1 | 2  | 3  | 4  | Total |
| Navy | 0 | 3  | 7  | 0  | 10    |
| Fighting Irish | 13 | 14 | 13 | 10 | 50    |

| - Stade : Notre Dame Stadium - Date : 8 septembre 2012 - Heures : 03:40 pm EDT - Météo : 19 °C - Vent : 23 km/h NW - Partiellement ensoleillé - Assistance : 80.795 - Arbitre : John O'Neil | \| Quart-temps : \| 1 \| 2 \| 3 \| 4 \| Total \| \| ------------------- \| - \| - \| -- \| -- \| ----- \| \| Purdue \| 0 \| 7 \| 0 \| 10 \| 17 \| \| # 22 Fighting Irish \| 0 \| 7 \| 10 \| 3 \| 20 \| Notes : Gamebook |   |    |    |       |
| Quart-temps : | 1 | 2 | 3  | 4  | Total |
| Purdue | 0 | 7 | 0  | 10 | 17    |
| # 22 Fighting Irish | 0 | 7 | 10 | 3  | 20    |

| - Stade : Spartan Stadium - Date : 15 septembre 2012 - Heures : 08:12 pm EDT - Météo : 20 °C - Vent : 3 km/h NE - Clair - Assistance : 79.219 - Arbitre : Dennis Hennigan | \| Quart-temps : \| 1 \| 2 \| 3 \| 4 \| Total \| \| --------------------- \| - \| - \| - \| - \| ----- \| \| # 10 Michigan State \| 0 \| 3 \| 0 \| 0 \| 3 \| \| # 2'0' Fighting Irish \| 7 \| 7 \| 0 \| 6 \| 20 \| Notes : Gamebook |   |   |   |       |
| Quart-temps : | 1 | 2 | 3 | 4 | Total |
| # 10 Michigan State | 0 | 3 | 0 | 0 | 3     |
| # 2'0' Fighting Irish | 7 | 7 | 0 | 6 | 20    |

| - Stade : Notre Dame Stadium - Date : 22 septembre 2012 - Heures : 07:40 pm EDT - Météo : 12 °C - Vent : 11 km/h O - Partiellement nuageux - Assistance : 80.795 - Arbitre : Bill Lemonnier | \| Quart-temps : \| 1 \| 2 \| 3 \| 4 \| Total \| \| ------------------- \| - \| -- \| - \| - \| ----- \| \| Michigan \| 0 \| 0 \| 0 \| 6 \| 6 \| \| # 11 Fighting Irish \| 0 \| 10 \| 0 \| 3 \| 13 \| Notes : Gamebook |    |   |   |       |
| Quart-temps : | 1 | 2  | 3 | 4 | Total |
| Michigan | 0 | 0  | 0 | 6 | 6     |
| # 11 Fighting Irish | 0 | 10 | 0 | 3 | 13    |

| - Date : 13 octobre 2013 |

| - Stade : Soldier Field - Date : 6 octobre 2012 - Heures : 06:39 pm EDT - Météo : 7 °C - Vent : 8 km/h NW - Nuageux - Assistance : 62.871 - Arbitre : Jeff Flanagan | \| Quart-temps : \| 1 \| 2 \| 3 \| 4 \| Total \| \| ------------------ \| - \| - \| -- \| - \| ----- \| \| Miami \| 3 \| 0 \| 0 \| 0 \| 3 \| \| # 9 Fighting Irish \| 7 \| 6 \| 21 \| 7 \| 41 \| Notes : Gamebook |   |    |   |       |
| Quart-temps : | 1 | 2 | 3  | 4 | Total |
| Miami | 3 | 0 | 0  | 0 | 3     |
| # 9 Fighting Irish | 7 | 6 | 21 | 7 | 41    |

| - Stade : Stanford Stadium - Date : 13 octobre 2012 - Heures : 03:39 pm EDT - Météo : 12 °C - Vent : 16 km/h S - Pluvieux - Assistance : 80.795 - Arbitre : Shawn Hochuli | \| Quart-temps : \| 1 \| 2 \| 3 \| 4 \| OT \| Total \| \| ------------------ \| - \| -- \| - \| -- \| -- \| ----- \| \| # 17 Cardinal \| 0 \| 10 \| 0 \| 3 \| 0 \| 13 \| \| # 7 Fighting Irish \| 3 \| 0 \| 0 \| 10 \| 7 \| 20 \| Notes : Gamebook |    |   |    |    |       |
| Quart-temps : | 1 | 2  | 3 | 4  | OT | Total |
| # 17 Cardinal | 0 | 10 | 0 | 3  | 0  | 13    |
| # 7 Fighting Irish | 3 | 0  | 0 | 10 | 7  | 20    |

| - Stade : Notre Dame Stadium - Date : 20 octobre 2012 - Heures : 03:40 pm CDT - Météo : 13 °C - Vent : 23 km/h O - Météo : Peu ensoleillé - Assistance : 80.795 - Arbitre : Jeff Maconaghy | \| Quart-temps : \| 1 \| 2 \| 3 \| 4 \| Total \| \| ------------------ \| - \| -- \| - \| - \| ----- \| \| Cougars \| 0 \| 14 \| 0 \| 0 \| 14 \| \| # 5 Fighting Irish \| 7 \| 0 \| 3 \| 7 \| 17 \| Notes : Gamebook |    |   |   |       |
| Quart-temps : | 1 | 2  | 3 | 4 | Total |
| Cougars | 0 | 14 | 0 | 0 | 14    |
| # 5 Fighting Irish | 7 | 0  | 3 | 7 | 17    |

| - Stade : Gaylord Family Oklahoma Memorial Stadium - Date : 27 octobre 2012 - Heures : 07:12 pm EDT - Météo : 8 °C - Vent 5 km/h NNE - Clair - Assistance : 86.031 - Arbitre : Jerry McGinn | \| Quart-temps : \| 1 \| 2 \| 3 \| 4 \| Total \| \| ------------------ \| - \| - \| - \| -- \| ----- \| \| # 8 Sooners \| 3 \| 3 \| 0 \| 7 \| 13 \| \| # 5 Fighting Irish \| 7 \| 3 \| 0 \| 20 \| 30 \| Notes : Gamebook |   |   |    |       |
| Quart-temps : | 1 | 2 | 3 | 4  | Total |
| # 8 Sooners | 3 | 3 | 0 | 7  | 13    |
| # 5 Fighting Irish | 7 | 3 | 0 | 20 | 30    |

| - Stade : Notre Dame Stadium - Date : 3 novembre 2012 - Heures : 03:40 pm ETD - Météo : 5 °C - Vent : 11 km/h Nord - Partiellement nuageux - Assistance : 80.795 - Arbitre : Dennis Hennigan | \| Quart-temps : \| 1 \| 2 \| 3 \| 4 \| OT \| OT1 \| OT 2 \| Total \| \| ------------------ \| - \| - \| -- \| -- \| -- \| --- \| ---- \| ----- \| \| Panthers \| 3 \| 7 \| 10 \| 0 \| 3 \| 0 \| 3 \| 26 \| \| # 4 Fighting Irish \| 3 \| 3 \| 0 \| 14 \| 3 \| 0 \| 6 \| 29 \| Notes : Gamebook |   |    |    |    |     |      |       |
| Quart-temps : | 1 | 2 | 3  | 4  | OT | OT1 | OT 2 | Total |
| Panthers | 3 | 7 | 10 | 0  | 3  | 0   | 3    | 26    |
| # 4 Fighting Irish | 3 | 3 | 0  | 14 | 3  | 0   | 6    | 29    |

| - Stade : Alumni Stadium - Date :10 novembre 2012 - Heures : 08:12 pm EDT - Météo : 4 °C – vent : 6 km/h SE - Temps :Clair - Assistance :44.500 - Arbitre : John McDaid | \| Quart-temps : \| 1 \| 2 \| 3 \| 4 \| Total \| \| ------------------ \| - \| - \| - \| - \| ----- \| \| Eagles \| 0 \| 3 \| 0 \| 3 \| 6 \| \| # 4 Fighting Irish \| 7 \| 7 \| 7 \| 0 \| 21 \| Notes : Gamebook |   |   |   |       |
| Quart-temps : | 1 | 2 | 3 | 4 | Total |
| Eagles | 0 | 3 | 0 | 3 | 6     |
| # 4 Fighting Irish | 7 | 7 | 7 | 0 | 21    |

| - Stade : Notre Dame Stadium - Date : 17 novembre 2012 - Heures : 03:45 pm EST - Météo : 12 °C - Vent : 10 km/h SE - Ensoleillé - Assistance : 80.795 - Arbitre : Gary Paterson | \| Quart-temps : \| 1 \| 2 \| 3 \| 4 \| Total \| \| ------------------ \| -- \| -- \| - \| - \| ----- \| \| Demon Deacons \| 0 \| 0 \| 0 \| 0 \| 0 \| \| # 3 Fighting Irish \| 21 \| 10 \| 7 \| 0 \| 38 \| Notes : Gamebook |    |   |   |       |
| Quart-temps : | 1 | 2  | 3 | 4 | Total |
| Demon Deacons | 0 | 0  | 0 | 0 | 0     |
| # 3 Fighting Irish | 21 | 10 | 7 | 0 | 38    |

| - Stade : Los Angeles Memrial Coliseum - Date : 24 novembre 2012 - Heures : 05:23 pm EDT - Météo : 19 °C - Vent : Calme - Doux et clair - Assistance : 93.607 - Arbitre : Dennis Hennigan | \| Quart-temps : \| 1 \| 2 \| 3 \| 4 \| Total \| \| ------------------ \| -- \| -- \| - \| - \| ----- \| \| Trojans \| 0 \| 10 \| 0 \| 3 \| 13 \| \| # 1 Fighting Irish \| 10 \| 6 \| 3 \| 3 \| 22 \| Notes : Gamebook |    |   |   |       |
| Quart-temps : | 1 | 2  | 3 | 4 | Total |
| Trojans | 0 | 10 | 0 | 3 | 13    |
| # 1 Fighting Irish | 10 | 6  | 3 | 3 | 22    |

## Finale nationale - BCS National Championship Game 2012
L'équipe de Notre Dame rejoue pour le titre de champion national depuis la fin de saison 1988 lorsqu'ils remportèrent le titre suprême en battant West Virginia 34-31 lors du Fiesta Bowl.
C'est la 7e fois seulement que les deux équipes se rencontrent. Notre Dame mène les statistiques puisqu'il a gagné 5 des 6 matchs précédents (dont le Sugar Bowl de 1973 gagné sur le score de 24 à 23).
Alabama, sous l'entraîneur Nick Saban, vient de remporter 2 des 3 dernières finales du BCS.
Alabama est le champion sortant et représente la Southeastern Conference (cette conférence a gagné la plupart des finales nationales depuis son nouveau format datant de la saison 2006). Pour Notre Dame il s'agit de la première apparition à une finale nationale depuis l'ère moderne du BCS et représente la conférence des Indépendants.
Au terme de la saison régulière, # 1 Notre Dame affiche un bilan de 12 victoires sans défaites tandis que # 2 Alabama affiche 11 victoires pour 1 défaite (contre Texas A&M, 24-29, le 10 novembre 2012).
Néanmoins, l'équipe d'Alabama est donnée favorite à 10 contre 1,.
Le match est retransmis sur ESPN et ESPN Deportes.
Les MVP du matchs sont tous deux de l'équipe d'Alabama :
- MVP Attaque: RB Eddie Lacy
- MVP Défense: LB C. J. Mosley

## Rankings 2012
| 2012 | Semaines | Semaines | Semaines | Semaines | Semaines | Semaines | Semaines | Semaines | Semaines | Semaines | Semaines | Semaines | Semaines | Semaines | Semaines | Semaines | Semaines |
| Polls | 1        | 2        | 3        | 4        | 5        | 6        | 7        | 8        | 9        | 10       | 11       | 12       | 13       | Bowl     | Final*   |          |          |
| --- | -------- | -------- | -------- | -------- | -------- | -------- | -------- | -------- | -------- | -------- | -------- | -------- | -------- | -------- | -------- | -------- | -------- |
| AP | NC       | # 22     | # 20     | # 11     | # 10     | # 9      | # 7      | # 5      | # 5      | # 4      | # 4      | # 3      | # 1      | # 1      | # 4*     |          |          |
| Coaches | # 24     | # 22     | # 19     | # 15     | # 11     | # 10     | # 6      | # 5      | # 5      | # 4      | # 4      | # 3      | # 1      | # 1      | # 3*     |          |          |
| BCS | NE       | NE       | NE       | NE       | NE       | NE       | NE       | # 5      | # 5      | # 3      | # 4      | # 3      | # 1      | # 1      | NE*      |          |          |
| NE signifie que le classement n'a pas été édité à ce moment de la saison - NC signifie que l'équipe est non classée dans le top 25 # indique le ranking de l'équipe AVANT le début du match de la semaine - * indique le ranking final APRES le Bowl d'après-saison régulière |          |          |          |          |          |          |          |          |          |          |          |          |          |          |          |          |          |